# Arius arius
Arius arius är en fiskart som först beskrevs av Hamilton 1822.  Arius arius ingår i släktet Arius och familjen Ariidae. IUCN kategoriserar arten globalt som livskraftig. Inga underarter finns listade i Catalogue of Life.